# Смолинское (Талицкий муниципальный округ)
Смолинское — село в Талицком городском округе Свердловской области, Россия.

## Географическое положение
Село Смолинское муниципального образования «Талицкого городского округа» Свердловской области находится на расстоянии 47 километров (по автотрассе в 55 километрах) к югу-юго-востоку от города Талица, в верховье реки Ручей Бутка (правый приток реки Бутка, бассейн реки Пышма. В окрестностях села расположены пруду.

## Стефановская церковь
В 1863 году была заложена деревянная, однопрестольная церковь, которая была освящена во имя святого Стефана, епископа Великопермского в 1869 году. После постройки новой каменной церкви в 1915 году стала приписной. Старая деревянная церковь была закрыта в 1930-е годы. В 1915 году была построена новая каменная, однопрестольная церковь. С 1929 года служба в церкви не проводилась из-за отсутствия священника. Церковь была закрыта в 1931 году.

## Население
| 2002 | 2010 | 2021 |
| ---- | ---- | ---- |
| 736  | ↘554 | ↘360 |